# Transposon
Et transposon er en DNA-sekvens, der kan ændre sin placering i genomet som et mobilt gen og skabe eller ændre mutationer og derved ændre cellens identitet og genom-størrelse. Transposoner blev også kaldt jumping genes (hoppende gener) og Barbara McClintock fik i 1983 Nobelprisen for at have opdaget dem.

## Fire typer
Der findes fire typer transposoner, opdelt i to overordnede grupper: DNA-transposoner og retrotransposoner.
DNA-transposoner koder for et enzym, transposase, som er en endonuklease der kan befri det fra resten af kromosomet, og ligeledes kan enzymet åbne DNA-strengen det pågældende sted hvor transposonet vil placere sig i genomet. DNA-transposoner kaldes derfor også for cut-and-paste transposoner. Retrotransposoner eller endogene retrovirus bliver derimod siddende i genomet. De replikerer sig ved at danne et mRNA-afskrift. Fra mRNA bliver der, ved hjælp af revers transkriptase, dannet en DNA-streng der er identisk med transposonet. Denne streng sætter sig nu et nyt sted i genomet.

## Funktion
Denne artikel bør gennemlæses af en person med fagkendskab for at sikre den faglige korrekthed.

Det er forskelligt fra organisme til organisme, hvor stor del af genomet transposoner udgør.
Hos planter, som majs og hvede, udgør transposoner over 80 % af genomet. Hos mennesker udgør de kun ca. 45 %. Da retrotransposonerne opformerer sig selv effektivt, udgør de 42 % af genomet, mens DNA-transposonerne kun udgør 3 %. Da retrotransposoner er så effektive, kan de give variation af genom-størrelsen i meget nært beslægtede arter og hos individer.
Cellen har opbygget beskyttelsesmekanismer mod transposoner for at undgå skadelige effekter, derfor mener man at mindre end 0,05 % af transposonerne i det menneskelige genom er i stand til at hoppe. På trods af at en lille del af transposonerne er i stand til at hoppe, vil den procentvise andel af transposoner i genomet stige i løbet af genomets levetid, da der fortsat sker kopieringer og opformering af disse.
Transposoner kan have ingen eller stor betydning for fx sygdomsudvikling. I tilfælde af at et transposon sætter sig i et anden gen, og derved ødelægger dets funktion, vil det i de fleste tilfælde have alvorlige konsekvenser. Konsekvenserne ses i form af alvorlige sygdomme som kræft, blødersygdom m.fl. Sygdommene skyldes ofte at transposonerne ødelægger de vækstkontrollerende gener.
Når transposonerne hopper ud og ind af generne kan de efterlade dele af deres DNA-sekvens eller tage et stykke af DNA-strengen med sig. Dette giver variation og dermed kan der ske evolution.
Transposonernes centrale dele centromerene er afgørende for at kromosomerne bliver fordelt korrekt når cellen deler sig. Centromerene spiller en central roller under meiosen og mitosen. På samme måde spiller transposonernes yderste ender telomererne en vigtig rolle for at stabilisere kromosomerne og regulerer derved cellens levetid. Livet igennem bliver telomererne kortere, men når der dannes kønsceller bliver de lange igen. I dag forskes der i at forlænge telomererne, da dette måske vil kunne give en længere levetid.
Efter flere års forskning er det blevet afsløret at en særlig type transposon kaldet "LINE1", der udgør mere end 20% af menneskers genom, er kritisk for embryoudviklingen helt fra den kun er to celler. "Slukkes" "LINE1" stopper embryoudvikling. Transposoner er en form for "junk-DNA" vis opførsel ligner genetiske parasitter. "LINE1" er som forskningen viser, absolut ikke en genetisk parasit, men er derimod yderst livsnødvendig.

## Cellernes forsvar mod transposoner
1. Cellerne kan spærre transposonerne inde ved at DNA’et vikler sig så tæt sammen (histonerne pakker sig tæt sammen omkring DNA’et), at enzymerne ikke kan nå ind til transposonerne og gøre dem i stand til at kopiere sig selv eller hoppe ud.
2. Cellerne kan modificere transposonerne ved påsættelse af methylgrupper. Dette betyder, at enzymet ikke kan genkende tranpsonet.
3. I forhold til retrotransposonerne, kan cellerne klippe RNA’et over (i små stykker), så tranposonet ødelægges.